# Scranton (Arkansas)
Scranton é uma cidade localizada no estado americano de Arkansas, no Condado de Logan.

## Demografia
Segundo o censo americano de 2000, a sua população era de 222 habitantes.
Em 2006, foi estimada uma população de 263, um aumento de 41 (18.5%).

## Geografia
De acordo com o United States Census Bureau, a localidade tem uma área de 1,3 km², sem área coberta por água. Scranton localiza-se a aproximadamente 208 m acima do nível do mar.

## Localidades na vizinhança
O diagrama seguinte representa as localidades num raio de 16 km ao redor de Scranton.